# LGA 1156
LGA 1156, inaczej nazywana Socket H – podstawka procesora przeznaczona dla procesorów desktopowych Intela.
LGA 1156, mimo że jest następcą podstawki LGA 775, bardzo różni się od poprzedniego modelu. W LGA 775 procesory były połączone z mostkiem północnym za pomocą Front Side Bus. W LGA 1156 wszystkie zadania, które wykonywał mostek północny, może wykonywać procesor. LGA 1156 jest połączony z resztą osprzętu za pomocą:
- PCI-Express 2.0 x16 do komunikacji z kartą graficzną. Niektóre procesory wykorzystują dwa wejścia x8 do komunikacji z dwiema kartami graficznymi. Niektóre płyty główne posiadają dodatkowy chip NVIDIA NF200, umożliwiający podłączenie jeszcze większej ilości kart graficznych.
- DMI do komunikacji z Platform Controller Hub. Składa to się na połączenie PCI-Express 2.0 x4.
- Dwa kanały pamięci do obsługi DDR3 SDRAM. Prędkość zegara pamięci zostanie dobrana do możliwości procesora (ewentualnie zaniżona).

Następcą LGA 1156 jest LGA 1155.

## Obsługiwane procesory
| Nazwa kodowa | Nazwa własna | Modele (lista) | Częstotliwość | Rdzenie/Wątki | Maksymalna prędkość pamięci SDRAM |
| ------------ | ------------ | -------------- | ------------- | ------------- | --------------------------------- |
| Lynnfield    | Core i5      | i5-7xx         | 2,66–2,8 GHz  | 4/4           | DDR3-1333                         |
| Lynnfield    | Core i7      | i7-8xx         | 2,8–2,93 GHz  | 4/8           | DDR3-1333                         |
| Lynnfield    | Xeon         | L34xx          | 1,86 GHz      | 4/4 lub 4/8   | DDR3-1333                         |
| Lynnfield    | Xeon         | X34xx          | 2,4–2,93 GHz  | 4/4 lub 4/8   | DDR3-1333                         |
| Clarkdale    | Celeron      | G1xxx          | 2,26 GHz      | 2/2           | DDR3-1066                         |
| Clarkdale    | Pentium      | G6xxx          | 2,80 GHz      | 2/2           | DDR3-1066                         |
| Clarkdale    | Core i3      | i3-5xx         | 2,93–3,33 GHz | 2/4           | DDR3-1333                         |
| Clarkdale    | Core i5      | i5-6xx         | 3,2–3,6 GHz   | 2/4           | DDR3-1333                         |

## Chipsety wykorzystujące LGA 1156
Chipsety wykorzystywane przez platformę LGA 1156 to: P55, H55, H57, P57 i Q57, a dla serwerów 3400, 3420 i 3450.